# Fundamentalgruppoid
In der Mathematik, speziell der algebraischen Topologie, soll das Fundamentalgruppoid {\displaystyle \Pi _{1}(X)} eines topologischen Raumes {\displaystyle X} die Menge der Wegzusammenhangskomponenten {\displaystyle \pi _{0}(X)} und die Fundamentalgruppen {\displaystyle \pi _{1}(X,x)} (zu allen {\displaystyle x\in X}) in einem einzigen algebraischen Objekt zusammenfassen.
Das Fundamentalgruppoid ist ein Gruppoid, also eine Kategorie, in der jeder Morphismus ein Isomorphismus ist. Die Objekte sind die Punkte von {\displaystyle X}, die Morphismen von {\displaystyle x} nach {\displaystyle y} sind die Homotopieklassen (relativ {\displaystyle \partial \left[0,1\right]}) von stetigen Wegen {\displaystyle p\colon \left[0,1\right]\to X} mit {\displaystyle p(0)=x,p(1)=y}.
In diesem Gruppoid entspricht {\displaystyle \pi _{0}(X)} der Menge der Isomorphismusklassen von Objekten, während {\displaystyle \pi _{1}(X,x)} der Automorphismengruppe des Objekts {\displaystyle x} entspricht.